# Graptomyza loewi
Graptomyza loewi är en tvåvingeart som först beskrevs av Goot 1964.  Graptomyza loewi ingår i släktet Graptomyza och familjen blomflugor. Inga underarter finns listade i Catalogue of Life.